# Таксодиевые
Таксодиевые (лат. Taxodioideae) — подсемейство хвойных растений семейство Кипарисовые (Cupressaceae).
Подсемейство включает три рода:
- Taxodium — Таксодий
- Glyptostrobus — Глиптостробус
- Cryptomeria — Криптомерия

Ранее представители подсемейства включались в ныне расформированное семейство Таксодиевые (Taxodiaceae)